# 滋賀県道553号今簗瀬線
滋賀県道553号今簗瀬線（しがけんどう553ごう いまやなぜせん）は、滋賀県東近江市を通る一般県道である。

## 概要
東近江市今町から東近江市五個荘簗瀬町に至る。
愛知川下流の左岸沿いを走る。

### 路線データ
- 起点：東近江市今町（八幡橋南詰交差点、滋賀県道2号大津能登川長浜線交点）
- 終点：東近江市五個荘簗瀬町（簗瀬北交差点、国道8号・滋賀県道52号栗見八日市線交点）
- 総延長：4.4 km

## 地理

### 通過する自治体
- 東近江市

### 交差する道路
| 交差する道路                                     | 交差する場所 | 交差する場所            |
| ------------------------------------------------ | ------------ | ----------------------- |
| 滋賀県道2号大津能登川長浜線 / 彦根道＝朝鮮人街道 | 今町         | 八幡橋南詰交差点 / 起点 |
| 滋賀県道206号神郷彦根線                          | 神郷町       |                         |
| 国道8号 滋賀県道52号栗見八日市線                 | 五個荘簗瀬町 | 簗瀬北交差点 / 終点     |

### 交差する鉄道
- 東海道本線

### 沿線
- 日本電気硝子 能登川工場
- 日本クレーン協会 滋賀教習所
- 滋賀三谷セキサン
- 三井住友建設
- 愛知川砂利販売
- シーピーケイ滋賀工場